# Госайкунда
Госайку́нда (англ. Gosaikunda) — озеро в Гималаях (Лангтанг), популярное место паломничества в индуизме. Расположено на территории округа Расува в Непале, на высоте над уровнем моря в 4380 метров. Озеро является источником реки Тришули и расположено на популярном туристическом маршруте Дхунче-Госайкунда-Хеламбу. В этом регионе в общей сложности расположено 108 озёр и высокогорный перевал Лаурибина (4610 метров над уровнем моря). Шесть месяцев в году (с октября по июнь) озеро находится подо льдом.
В «Махабхарате» и Пуранах описывается, как однажды полубоги и демоны начали пахтать Молочный океан, надеясь получить из него нектар бессмертия. От пахтанья из глубин океана сначала поднялся смертельный яд халахала. Яд начал разливаться во все стороны и никто не мог этому воспрепятствовать. Тогда девы во главе с Вишну обратились к за помощью к Шиве. Они нашли его на вершине горы Кайлаша, где он восседал со своей супругой Парвати. Девы склонились перед Шивой и вознесли ему молитвы, всячески прославляя его и прося его спасти их от жгучего яда, который к тому времени стал разливаться по всем Трём Мирам. Шива преисполнился сострадания к находившимся в опасности обитателям вселенной. С помощью своих мистических сил, Шива уменьшил количество яда, собрал его в ладонь и выпил его залпом. Согласно одной из версий легенды, после принятия яда Шиве очень захотелось выпить свежей воды и он ударил по земле своим трезубцем. В тот же миг возникло озеро Госайкунда, которое с тех пор является местом паломничества.
Правительство Непала объявило в 2011 году о проекте строительства кабельного подъёмника между Дхунче и озером Госайкунда.